# Hound
Hound (chiamato così negli Stati Uniti e in Giappone, Canguro in Italia) è un personaggio dei Transformers, uno dei principali membri della fazione degli Autobots di Cybertron, comparso fin dalla prima serie animata degli anni '80, conosciuta poi come Transformers (G1).

## Animazione

### Transformers Generation 1

#### Transformers(serie animata) (1984-1987)
Presente fin dalla prima stagione della serie animata Transformers (G1) degli anni '80, faceva parte del primo gruppo di Autobots precipitati sulla Terra e risvegliatisi nel 1984 a seguito dello scoppio di un vulcano e si trasformava in una jeep militare Mitsubishi J59 di colore verdone scuro, sulla cui carrozzeria però figurava la stella americana (spalla destra), oltre che il marchio della fazione Autobots (spalla sinistra).
Il suo nome originale tradotto dall’inglese significa “bracco”, “segugio", cioè “cane da caccia”, scelto forse per evidenziare le sue doti di braccatore e tracciatore sul terreno, oltre allo spirito di libertà e di avventura che poteva suscitare una jeep militare. In Italia, invece, gli fu attribuito il nome “Canguro”.
Da quando era finito sul pianeta Terra si era abituato a considerarla la sua casa, infatti al freddo metallo di Cybertron preferiva il verde lussureggiante della natura terrestre. Desiderava diventare quasi come un umano, infatti riteneva l’umanità bellissima e si augurava di poter riuscire ad interagire con l’ecosfera così come lo vedeva fare agli umani, di vedere, sentire e toccare quello che vedevano, sentivano e toccavano loro. Hound poteva essere considerato un robot scout o addirittura un esploratore naturalista o uno speleologo o ancora un geologo, infatti amava esplorare grotte e caverne, oltre a cimentarsi nello scalare montagne, animato da spirito di osservazione e da curiosità mediante metodo scientifico. Nel corso della serie risultava costantemente presente in tutte le innumerevoli missioni assieme ai suoi compagni. Era anche dotato di uno speciale sensore, per mezzo del quale era in grado di ricercare, tracciare come un segugio, localizzare e scansionare oggetti e immagini, nonché di riprodurli, proiettandoli come ologrammi, per creare scenari e travestimenti.

#### Transformers: The Headmasters(1987-1988)
Hound faceva ancora una breve e ultima comparsa nella serie Transformers: The Headmasters (1987-1988). Nell’anno 2011, infatti, era di istanza assieme ad Hot Rod sulla base Autobots del planetoide Athenia, quando i Decepticons, guidati da Galvatron attraverso un ponte spaziale, invadevano un’altra volta Cybertron e, gli Autobots in difficoltà erano costretti a lanciare una richiesta di aiuto alla suddetta base. Sul perché il pianeta fosse così facilmente in balia del nemico, Hound teorizzava che il precedente rilascio d’energia della Matrice avesse destabilizzato e indebolito il supercomputer Vector Sigma, lasciando indifeso il pianeta natio dei Transformers, avendo poi effettivamente ragione.

## Cinema
Compare nel quarto e nel quinto film della serie cinematografica dei Transformers diretta da Michael Bay, doppiato in lingua inglese da John Goodman e in lingua italiana da Francesco Pannofino. Nei film ha un aspetto vissuto e trasandato, quasi “datato”, è grasso, fuma il sigaro, ha una folta barba fatta di cavi elettrici, è chiassoso e "caciarone", parla in modo rozzo come un soldato di trincea, dando l’idea di aver partecipato ad innumerevoli campagne militari e di averne passate tante. Il suo aspetto, piuttosto che a quello originale del cartone animato degli anni ’80, è più ispirato al personaggio di Bulkhead, presente invece nella serie animata Transformers: Prime degli anni duemila, risultandone pertanto snaturato. Nonostante il suo carattere rude, anche se non lo vuole dare ad intendere, egli ama i suoi compagni e il suo comandante ed è un guerriero di indubbia lealtà e gran coraggio. Hound, ufficiale esperto in armi, è letteralmente "armato fino ai denti", infatti il suo arsenale comprende una tripla mitragliatrice Gatling, mitragliatrici più piccole, fucili a pompa, pistole e granate ed ha l’incredibile capacità di passare da un’arma all’altra in rapida successione! Nel quarto film, Transformers 4 - L'era dell'estinzione, si trasforma in un veicolo tattico di difesa della Oshkosh Truck Corporation e prende parte alla battaglia finale a Hong Kong contro l'esercito di Galvatron. Nel quinto film, Transformers - L'ultimo cavaliere, invece, si trasforma in un veicolo militare Mercedes-Benz e si reca su Cybertron assieme agli altri Autobots per combattere contro il malvagio Megatron.